# بيرثا بيكر
بيرثا بيكر (بالبرتغالية: Bertha Becker) هي جغرافية برازيلية، ولدت في 7 نوفمبر 1930 في ريو دي جانيرو في البرازيل، وتوفي بنفس المكان في 13 يوليو 2013.